# Rui de Noronha
António Rui de Noronha (Lourenço Marques, 28 de outubro de 1909 - Lourenço Marques, 25 de dezembro de 1943) foi um poeta moçambicano, considerado o precursor da poesia moderna moçambicana.

## Biografia
António Rui de Noronha nasceu na então Lourenço Marques, atual Maputo, Moçambique a 28 de Outubro de 1909. Mestiço, de pai indiano, de origem brâmane, e de mãe negra, foi funcionário público (Serviço de Portos e Caminho de Ferro) e jornalista. O autor colaborou na imprensa escrita de Moçambique, notadamente em O Brado Africano, com apenas 17 anos de idade. Esta produção inicial, que se reduziram apenas a três contos, e que correspondem ainda a uma fase de afirmação literária, virá a ser prosseguida a partir de 1932, com uma intervenção mais activa na vida do jornal, chegando mesmo a integrar o seu corpo directivo.
Uma desilusão amorosa, causada talvez pelo preconceito racial, fez, segundo os seus amigos, com que o escritor se deixasse morrer no hospital da capital de Moçambique, com 34 anos, no dia 25 de Dezembro de 1943.
Sua obra completa está reunida em Os meus versos, publicada em 2006, com organização, notas e comentários de Fátima Mendonça.
Desde logo mostrou e deixou transparecer, na sua vida e na sua escrita, um temperamento recolhido, uma personalidade introvertida e amargurada. Foi, sem dúvida, um homem infeliz. Nunca chegou a concretizar, em vida, o grande sonho de publicar o seu livro de poemas. No entanto, seu professor de francês, Dr. Domingos Reis Costa reuniu, selecionou e revisou 60 poemas para a edição póstuma intitulada Sonetos (1946), editado pela tipografia Minerva Central.
Incluído em inúmeras antologias estrangeiras – na Rússia, na República Checa, na Holanda, na Itália, nos EUA, na França, na Argélia, na Suécia, no Brasil e em Portugal - Rui de Noronha é considerado o precursor (mais jovem) da poesia moderna Moçambicana.

## Obras publicadas
- Sonetos (1946), editado pela tipografia Minerva Central.
- Os Meus Versos, Texto Editores, 2006 (Organização, Notas e Comentários de Fátima Mendonça)
- Ao mata-bicho: Textos publicados no semanário «O Brado Africano» Pesquisa e Organização de António Sopa, Calane da Silva e Olga Iglésias Neves. Maputo, Texto Editores, 2007